# پامسواکی مصری کوچک
پامسواکی مصری کوچک (نام علمی: Jaculus jaculus)، گونه‌ای جونده ریزجثه است که در بخش‌هایی از شمال آفریقا و خاورمیانه زندگی می‌کند. در ایران، این موش در بخش‌های جنوبی کشور یافت می‌شود.
موش پامسواکی تنها دارای سه انگشت است و دو انگشت جانبی به گونه کام از میان رفته‌اند. دم این جانور بلند است و طولش از طول سر و تنه بلندتر است. گوش‌ها کوچک و لاله گوش به رنگ قهوه‌ای خاکستری و لبه خارجی آن از مو پوشیده است. چشم‌های موش پامسواکی بسیار درشت، دست‌های آن کوتاه، و پاها بلند است. رنگ پشت بدن زرد کمرنگ تا شنی تیره و زیر بدن سفید است.
طول سر و تنه این پستاندار ۱۰۰ تا ۱۵۰ میلی‌متر است و اندازه دم میان ۱۵۰ تا ۲۵۰ میلی‌متر. وزن آن نیز به گونه معمول میان ۵۰ تا ۷۵ گرم است.